# Nóvita
Nóvita è un comune della Colombia facente parte del dipartimento di Chocó.
Il centro abitato venne fondato nel 1709.